# Syzygium brassii
Syzygium brassii är en myrtenväxtart som beskrevs av Elmer Drew Merrill och Lily May Perry. Syzygium brassii ingår i släktet Syzygium och familjen myrtenväxter.
Artens utbredningsområde är Papua Nya Guinea. Inga underarter finns listade i Catalogue of Life.